# Landtagswahlkreis Barnim III
Der Wahlkreis Barnim III (Wahlkreis 15) ist ein Landtagswahlkreis in Brandenburg. Er umfasst die Stadt Werneuchen, die Gemeinden Ahrensfelde und Wandlitz, die Ämter Biesenthal-Barnim und Britz-Chorin-Oderberg aus dem Landkreis Barnim. Wahlberechtigt waren bei der letzten Landtagswahl im Jahr 2019 57.617 Einwohner (2014: 55.591).

## Landtagswahl 2024
Bei der Landtagswahl 2024 wurde Lena Kotré im Wahlkreis direkt gewählt. Die weiteren Ergebnisse:
| Gegenstand der Nachweisung | Gegenstand der Nachweisung | Erst- stimmen | Erst- stimmen | Zweit- stimmen | Zweit- stimmen |
| Bewerber                   | Partei                     | Anzahl        | %             | Anzahl         | %              |
| -------------------------- | -------------------------- | ------------- | ------------- | -------------- | -------------- |
| Wahlberechtigte            | Wahlberechtigte            | 59.014        | -             | 59.014         | -              |
| Wählende                   | Wählende                   | 45.068        | 76,4 %        | 45.068         | 76,4 %         |
| Ungültige Stimmen          | Ungültige Stimmen          | 572           | 1,3 %         | 322            | 0,7 %          |
| Gültige Stimmen            | Gültige Stimmen            | 44.496        | 98,7 %        | 44.746         | 99,3 %         |
| davon                      |                            |               |               |                |                |
| Annett Klingsporn          | SPD                        | 12.191        | 27,4 %        | 11.857         | 26,5 %         |
| Lena Kotré                 | AfD                        | 15.539        | 34,9 %        | 14.012         | 31,3 %         |
| Ulrike Mauersberger        | CDU                        | 7.302         | 16,4 %        | 5.172          | 11,6 %         |
| Sebastian Gellert          | GRÜNE                      | 1.172         | 2,6 %         | 1.624          | 3,6 %          |
| Isabelle Czok-Alm          | Die Linke                  | 2.506         | 5,6 %         | 1.320          | 2,9 %          |
| Sabine Buder               | BVB/FW                     | 5.401         | 12,1 %        | 2.008          | 4,5 %          |
| –                          | FDP                        | 385           | 0,9 %         | 296            | 0,7 %          |
| –                          | Tierschutzpartei           | -             | -             | 775            | 1,7 %          |
| –                          | Plus (Piraten, ÖDP, Volt)  | -             | -             | 345            | 0,8 %          |
| –                          | BSW                        | -             | -             | 7.012          | 15,7 %         |
| –                          | III. Weg                   | -             | -             | 37             | 0,1 %          |
| –                          | DKP                        | -             | -             | 30             | 0,1 %          |
| –                          | DLW                        | -             | -             | 184            | 0,4 %          |
| –                          | WU                         | -             | -             | 74             | 0,2 %          |

## Landtagswahl 2019
Bei der Landtagswahl 2019 wurde Steffen John im Wahlkreis direkt gewählt.
Die weiteren Ergebnisse:
| Direktkandidat           | Partei           | Erststimmen in % | Zweitstimmen in % |
| ------------------------ | ---------------- | ---------------- | ----------------- |
| Britta Müller            | SPD              | 23,6             | 23,7              |
| Carsten Bruch            | CDU              | 17,1             | 14,8              |
| Isabelle Czok-Alm        | Die Linke        | 12,1             | 11,7              |
| Steffen John             | AfD              | 23,9             | 24,4              |
| Michael-Egidius Luthardt | GRÜNE            | 9,4              | 10,1              |
| Detlef Klix              | BVB/FW           | 9,3              | 8,5               |
| –                        | PIRATEN          | –                | 0,5               |
| Stephan Fischer          | FDP              | 2,7              | 3,1               |
| –                        | ÖDP              | –                | 0,4               |
| –                        | Tierschutzpartei | –                | 2,5               |
| –                        | V-Partei³        | –                | 0,2               |
| Mirko Schlauß            | Die PARTEI       | 1,9              | –                 |

## Landtagswahl 2014
Bei der Landtagswahl 2014 wurde Britta Müller im Wahlkreis direkt gewählt.
Die weiteren Wahlkreisergebnisse:
| Direktkandidat    | Partei    | Erststimmen in % | Zweitstimmen in % |
| ----------------- | --------- | ---------------- | ----------------- |
| Britta Müller     | SPD       | 27,3             | 28,3              |
| Michael Luthardt  | Die Linke | 24,7             | 22,6              |
| Uwe Liebehenschel | CDU       | 24,0             | 22,2              |
| Thomas Dyhr       | GRÜNE     | 4,8              | 5,7               |
| Andreas Baumann   | FDP       | 1,4              | 1,4               |
|                   | NPD       |                  | 2,3               |
| Jürgen Hintze     | BVB/FW    | 5,1              | 3,6               |
|                   | REP       |                  | 0,3               |
|                   | DKP       |                  | 0,3               |
| Bernd Bednarski   | AfD       | 11,1             | 12,1              |
| Jürgen Voigt      | PIRATEN   | 1,5              | 1,4               |

## Landtagswahl 2009
Bei der Landtagswahl 2009 gab es folgende Ergebnisse:
| Direktkandidat    | Partei              | Erststimmen in % | Zweitstimmen in % |
| ----------------- | ------------------- | ---------------- | ----------------- |
| Reinhold Dellmann | SPD                 | 28,6             | 28,7              |
| Michael Luthardt  | Die Linke           | 31,4             | 30,1              |
| Mathias Dumke     | CDU                 | 20,6             | 19,3              |
| –                 | DVU                 | –                | 01,1              |
| Axel Vogel        | Grüne               | 05,1             | 05,6              |
| Heiner Loos       | FDP                 | 07,0             | 07,6              |
| –                 | 50Plus              | –                | 00,6              |
| –                 | DKP                 | –                | 00,2              |
| –                 | REP                 | –                | 00,3              |
| –                 | Die-Volksinitiative | –                | 00,2              |
| Mike Sandow       | NPD                 | 03,9             | 03,2              |
| –                 | RRP                 | –                | 00,5              |
| Frank-Uwe Unger   | Freie Wähler        | 03,5             | 02,5              |

Reinhold Dellmann und Axel Vogel zogen über die jeweilige Landesliste in den Landtag ein.
Bei der Landtagswahl 2009 gehörte der Ortsteil Hohensaaten der Stadt Bad Freienwalde zum Wahlkreis.

## Landtagswahl 2004
Die Landtagswahl 2004 hatte folgendes Ergebnis:
| Direktkandidat      | Partei          | Erststimmen in % | Zweitstimmen in % |
| ------------------- | --------------- | ---------------- | ----------------- |
| Reinhold Dellmann   | SPD             | 27,0             | 28,3              |
| Martin Horst        | CDU             | 21,4             | 18,9              |
| Ralf Christoffers   | PDS             | 36,0             | 32,6              |
| –                   | DVU             | –                | 05,8              |
| Elke Rosch          | Grüne           | 03,9             | 03,4              |
| Gero Riedel         | FDP             | 03,5             | 03,1              |
| Günther Spangenberg | AfW             | 03,8             | 01,0              |
| –                   | AUB-Brandenburg | –                | 00,4              |
| –                   | DKP             | –                | 00,2              |
| –                   | Graue           | –                | 01,0              |
| –                   | Familie         | –                | 02,6              |
| –                   | 50Plus          | –                | 00,6              |
| –                   | JA              | –                | 00,3              |
| –                   | Offensive D     | –                | 00,2              |
| Thomas Strese       | BRB             | 03,5             | 01,4              |
| Harald Ulrich       | Einzelbewerber  | 01,0             | –                 |